# Beed
Beed (marathi बीड Beed, urdú بیڑ Bīr o Bhir) és una ciutat de Maharashtra, Índia, capital del districte de Beed. Variants del seu nom són Bhir, Bir, Bīr, Bid o Bīd. La proposta de 1990 de retornar a l'antic nom Champavatinagar no s'ha concretat. Segons el cens de 2001 la població era de 138.091 habitants i el 1008 es calcula que havia passat netament els 150.000. A nivell monumental destaquen el Temple de Kankaleshwar, la Mesquita Jama Masjid, el Temple Khandoba, la tomba del sufita del segle xiv Shahinshah Wali, la Tomba del sufita del segle xviii Mansur Shah, la font de Khazana (a 6 km al sud) datada el 1583 i les portes de la ciutat 

## Història
Segons la tradició a ciutat de Beed s'anomenà antigament, en temps dels pandava i els kuru, com Durgavati i més tard com Balni. Champavati, germana de Chandragupta II Vikramaditya (vers 375-415), després de la conquesta la va rebatejar Champavatinagar. Va formar part successivament dels regnes dels andhres, dels chalukyes, rashtrakutes i yadaves (de Deogiri o Daulatabad). Les restes arqueològiques deixen suposar que en realitat fou fundada (o refundada) pels yadaves durant el seu domini (vers 1173 a 1317) i potser en temps del rei Singhana (1210-1247). Dels yadaves va passar al sultanat de Delhi, conquerida per Kutb ad-Din Mubarak Shah I Khalji (1316-1320). Ghityath al-Din Tughluk Shah I (1320-1325) la va conservar.
El 1326 Muhammad Shah II Tughluk (1325-1351) la va rebatejar Bhir quan va traslladar la capital a Deorgiri rebatejada Dawlatabad. El 1341 el seu exèrcit va acampar a la ciutat de retorn de Warangal. El 1347 es va revoltar Hasan Gangu Bhaman que es va proclamar sultà a Dawlatabad com Ala al-Din Bahman Shah, però Muhammad Shah II Tughluk va recuperar la província rebel que incloïa Bhir. A la mort de Muhammad (el 1351) la regió va caure en mans del sultà bahmànida i els seus successors; sota Humayun Shah Bahmani (1451-1461), anomenat Zālim (el cruel), es va revoltar a Bhir el seu germà Hasan Shah que tenia el suport del jagirdar local Habibullah Shah; l'exèrcit del sultà fou derrotat però hi fou enviat un segon exèrcit i Habibullah fou mort i Hasan Shah fou fet presoner i entregat a un lleó famèlic.
A la partició del sultanat bahmànida, Beed va quedar en mans dels nizamshàhides d'Ahmednagar que la van disputar amb els adilxàhides de Bijapur. El 1598 fou ocupat pels mogols per primera vegada quan estava en mans de la regent Chand Bibi d'Ahmednagar; el 1599 Nihan Khan la va reconquerir pels nizamshàhides, però els mogols la van recuperar aviat. Sota Jahangir estava administrada per Jan Sipar Khan que hi va construir una mesquita (Jama Masjid). El 1635 el sultanat fou abolit i els seus dominis annexionats a l'Imperi Mogol. Aurangzeb (1658-1707) en va donar el govern com a naib-e-subadar (subgovernador) a Haji Sadar Shah autor de diverses construccions a la ciutat.
El 1724 va quedar en poder del nizam-al-mulk Asaf Jah (després nizam d'Hyderabad). El nizam fou posat sota protectorat britànic i sota el nizam Sikandar Jah (1803-1829) va esclatar una revolta antibritànica a Beed dirigida per Dharmaji Pratap Rao; el nizam va enviar la Risala de Nawab Murtaza Yar Jang sota direcció del tinent britànic John Sutherland, i el cap rebel i el seu germà foren capturats i la revolta liquidada el 1818. La revolta el 1858 fou igualment aplanada. Sota Mir Mahbub Ali Khan (1869-1911) es van produir inundacions, fams i revoltes a la regió de Beed. Els jagirdars havien estat substituïts poc abans per awwal taluqdars (recaptadors equivalents als col·lectors britànics) amb poder sobre el districte, el primer dels quals fou Jivanji Ratanji el 1865, però no fou constituït formalment com a districte fins al 1883. La manca de pluges del 1897-1888-1899, va portar a una gran fam aquestos anys i el 1900 que va reduir la població; 150.000 persones almenys van morir al districte. El 1898 va esclatar una important revolta dirigida per Baba Sahab àlies Rao Sahab i un grup de brahmins de Beed, amb complicitats a la policia i el sistema judicial; la revolta fou liquidada fàcilment; altres revoltes dirigides per Swami Ramanand Teerth i Govind Bhai Shroff es van produir a Marathwada i a l'estat d'Hyderabad en anys posteriors.
El 1947 Hyderabad va esdevenir estat independent que fou envaït i ocupat il·legalment per l'Índia el setembre de 1948. L'operació militarment fou un passeig però les matances de musulmans, violacions i assassinats de civils foren esgarrifoses i es creu que van morir uns 40000 musulmans. Sota el terror i l'ocupació militar un pseudoreferèndum sense base legal va proclamar la incorporació a l'Índia. Va formar part de l'estat indi d'Hyderabad i el 1952 es va formar el consell municipal. El 1956 va passar a l'estat de Bombai i el 1960, quan aquest es va partir, va quedar dins el de Maharashtra; el seu nom Bhir, fou canviat pel seu nom maratha Beed.
La primera història detallada de la ciutat, la Riyāz-ul-Abrār (jardí dels virtuosos) fou escrita per Qazi Muhammad Fakhruddin el 1739, però no pot ser consultada. El 1898 Qazi Muhammad Qutbullah, resident de Beed, va escriure una història de la ciutat, Tārīkh-e-Bīr (Història de Bhir) amb les informacions a disposició a l'època, que fa esment de la primera. Posteriorment es van escriure històries el 1942 i 1998.